# Katharina Molitor
Katharina Molitor (Bedburg, 8 novembre 1983) è una giavellottista tedesca, campionessa mondiale a Pechino 2015.

## Palmarès

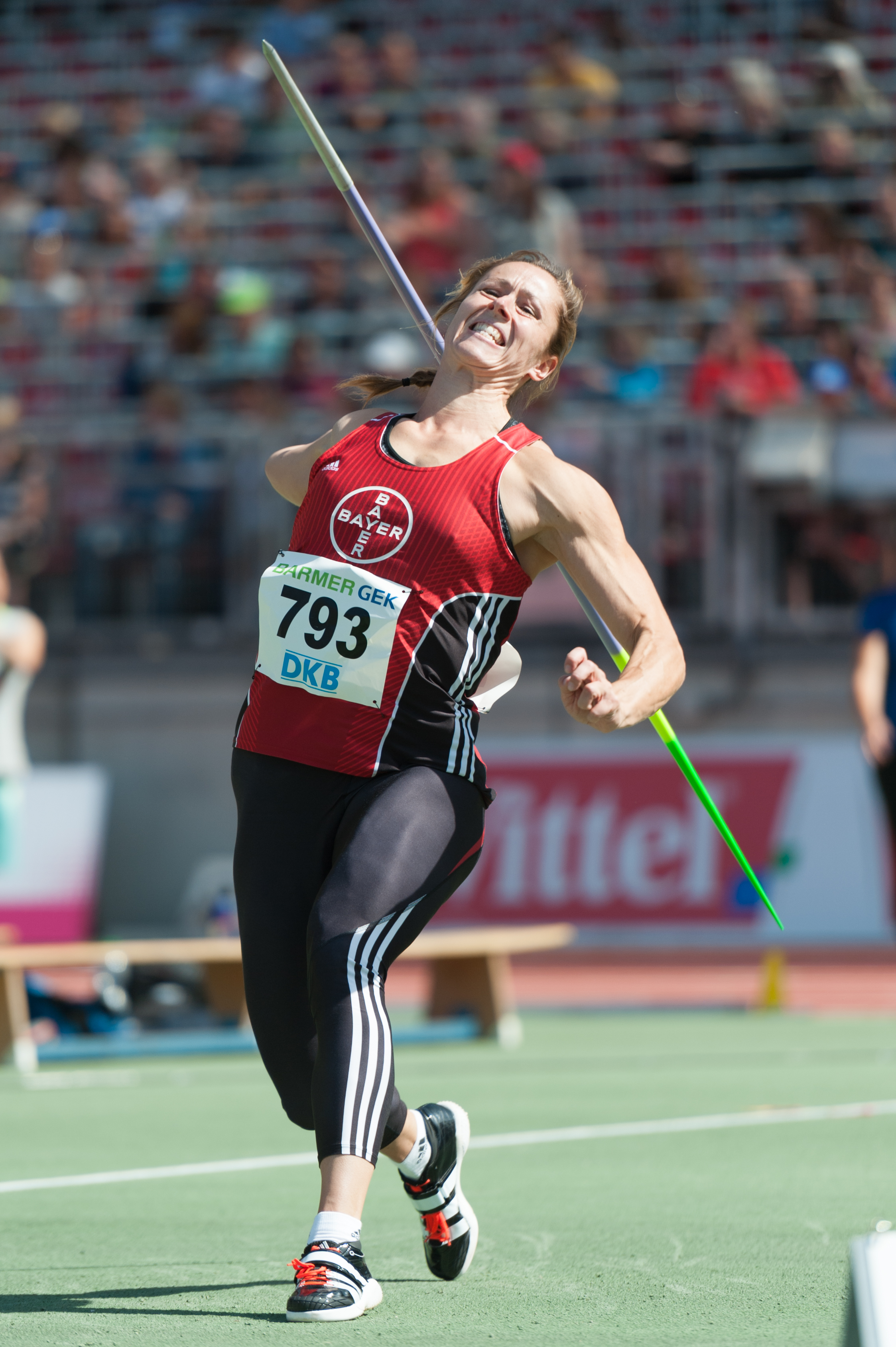
Katharina Molitor nel 2015

| Anno | Manifestazione  | Sede       | Evento                 | Risultato | Prestazione | Note                                                                    |
| ---- | --------------- | ---------- | ---------------------- | --------- | ----------- | ----------------------------------------------------------------------- |
| 2008 | Giochi olimpici | Pechino    | Lancio del giavellotto | 7ª        | 59,64 m     |                                                                         |
| 2009 | Universiadi     | Belgrado   | Lancio del giavellotto | 4ª        | 59,41 m     |                                                                         |
| 2010 | Europei         | Barcellona | Lancio del giavellotto | 4ª        | 63,81 m     |                                                                         |
| 2011 | Mondiali        | Taegu      | Lancio del giavellotto | 4ª        | 64,32 m     |                                                                         |
| 2012 | Europei         | Helsinki   | Lancio del giavellotto | 5ª        | 60,99 m     |                                                                         |
| 2012 | Giochi olimpici | Londra     | Lancio del giavellotto | 6ª        | 62,89 m     |                                                                         |
| 2013 | Mondiali        | Mosca      | Lancio del giavellotto | 13ª (q)   | 60,32 m     |                                                                         |
| 2014 | Europei         | Zurigo     | Lancio del giavellotto | 9ª        | 58,00 m     |                                                                         |
| 2015 | Mondiali        | Pechino    | Lancio del giavellotto | Oro       | 67,69 m     | Miglior prestazione mondiale stagionale · Miglior prestazione personale |
| 2016 | Europei         | Amsterdam  | Lancio del giavellotto | 4ª        | 63,20 m     |                                                                         |
| 2017 | Mondiali        | Londra     | Lancio del giavellotto | 7ª        | 63,75 m     |                                                                         |
| 2018 | Europei         | Berlino    | Lancio del giavellotto | 15ª (q)   | 58,00 m     |                                                                         |

## Altre competizioni internazionali
2017
- Campionati europei a squadre di atletica leggera ( Villeneuve-d'Ascq)